# Shoen
Shoen japanska storgods som under Ashikaga-perioden var skattebefriade och därmed blev en stor finansiell belastning för shogunatet. Till skillnad från Europeiska storgods var shoen oftast inte omgivna av sammanhängande ägor, utan ägorna kunde vara utspridda i närområdet med administrationen förlagd till shoen.